# Gobszta (rejon wileński)
Gobszta (lit. Guopstos; pol. hist. Gopsta) – wieś na Litwie, w okręgu wileńskim, w rejonie wileńskim, w gminie Pogiry, nad jeziorem Gobszta i przy drodze magistralnej A4.

## Historia
W dwudziestoleciu międzywojennym leśniczówka i zaścianek leżące w Polsce, w województwie wileńskim, w powiecie wileńsko-trockim, do 1 kwietnia 1927 w gminie Landwarowo, następnie w gminie Rudziszki. W 1931 miejscowość liczyła:
- leśniczówka – 4 mieszkańców, zamieszkałych w 1 budynku,
- zaścianek – 49 mieszkańców, zamieszkałych w 6 budynkach[2].

Po II wojnie światowej w granicach Związku Sowieckiego. Od 1991 na niepodległej Litwie.